# Палладий (Кафаров)
Архимандри́т Палла́дий (в миру Пётр Ива́нович Кафа́ров; 16 [28] сентября 1817, Старошешминск, Казанская губерния — 6 [18] декабря 1878 или 6 марта 1878, Марсель) — священнослужитель Православной Российской церкви. Участник 12-й (1840—1849) и начальник 13-й (1849—1859) и 15-й (1865—1878) Российских православных миссий в Пекине. Один из основоположников российской академической синологии. Создатель китайско-русского словаря, популяризировавшего кириллическую транскрипционную систему китайского языка.

## Биография
Родился в селе Старошешминск Чистопольского уезда Казанской губернии в семье благочинного Чистопольского уезда протоиерея Ивана Григорьевича Кафарова. Был шестым из девяти детей в семье.
Начальное образование получил в Чистопольском духовном училище, которое окончил в 1832. Продолжил образование в Казанской духовной семинарии, а затем в Санкт-Петербургской духовной академии, куда был принят в августе 1837. Учился вместе с Гурием (Карповым).
Не окончив полного курса духовной академии, 2 августа 1839 году пострижен в монахи с именем Палладий и зачислен в качестве иеродиакона в состав 12-й духовной миссии в Пекине. Вместе с другими членами миссии базовые знания китайского и маньчжурского языков получил в Петербурге от архимандрита Иакинфа (Бичурина) и корреспондента Академии наук Степана Васильевича Липовцова.
Проследовав по маршруту Казань-Пермь-Екатеринбург, 3 марта 1840 прибыл в Троицкосавск — русскую половину торговой слободы Кяхта. 21 июля 1840 двенадцатая миссия перешла границу России и Китая и, проехав по Монголии, 4 октября достигла окрестностей Пекина.
В период 12-й миссии Палладий заведовал ризницей Сретенской церкви в Пекине. Научные интересы Кафарова в этот период были связаны с буддизмом и его историей.
24 июня 1846 Палладий по рекомендации начальника 12-й миссии архимандрита Поликарпа (Тугаринова) был вызван в Петербург для подготовки к вступлению в должность начальника 13-й духовной миссии. В том же году Палладий был представлен к получению ордена св. Анны 3-й степени. Фактический отъезд Кафарова из Пекина состоялся 27 апреля 1847. В период путешествия от Пекина до Кяхты Палладий вёл подробный дневник, опубликованный после его смерти в Записках Императорского русского географического общества по общей истории.
Вернувшись в Петербург, проживал в стенах Александро-Невской лавры, где занимался набором сотрудников 13-й миссии, которым впоследствии вместе с Бичуриным преподавал китайский язык. 7 марта 1848 произведён в сан иеромонаха, 2 ноября 1848 — в сан архимандрита.
27 сентября 1849 13-я миссия, возглавляемая Палладием, прибыла в Пекин.
В период 13-й миссии Палладий занимался организацией строительства библиотеки и обсерватории миссии, вопросами организации языковых и научных занятий членов миссии, а также дипломатической деятельностью (переговорами с представителями Лифаньюаня и информированием МИДа и генерал-губернатора Восточной Сибири Н. Н. Муравьёва о внутреннем положении Цинской империи). Научные интересы Кафарова в период 13-й миссии включали историческую географию, монголистику и китайский ислам. В период 13-й миссии Палладий неоднократно выполнял задания Лифаньюаня по переводу с русского, французского и английского языков.
В период Тяньцзинских переговоров Кафаров выступил посредником между российским посольством графа Путятина и Лифаньюанем в связи с чем по разрешению цинского правительства совершил две поездки в Тяньцзинь. События переговоров нашли отражение в дневнике архимандрита.
25 мая 1859 выехал из Пекина в Россию. По возвращении в Петербург был награждён пенсией в 2000 р. и орденом св. Владимира 3-й степени. Отказался от места настоятеля Свято-Юрьева монастыря в Новгородской губернии и уехал в Рим в качестве настоятеля посольской церкви. На новое место служения прибыл 7 сентября 1860. В Италии Палладий продолжил заниматься синологическими исследованиями. Побывал в Сорренто и имел обширные знакомства в среде русских художников. За служение в Риме пожалован драгоценным крестом от Кабинета Александра II.
29 июля 1864 назначен руководителем 15-й миссии в Пекине. Прибыл на место служения 21 марта 1864. В период 15-й миссии жил на северном подворье миссии (южное подворье перешло в ведение светской Российской дипломатической миссии). В это же время Палладий знакомится с крупными западными синологами: Томасом Уэйдом, Сэмюэлем Вильямсом, Джозеф Эдкинсом, Мартином Парсонсом и Александром Вайли. Поддерживал связи с иностранными миссионерами и руководителем Российской духовной миссии в Японии архимандритом Николаем (Касаткиным).
В период 15-й миссии Палладий продолжил сотрудничество с Императорским Русским Географическим Обществом по настоянию которого совершил экспедицию по Маньчжурии и недавно присоединённых к Российской Империи Приамурью и Приморью. 30 апреля 1870 Палладий выехал из Пекина и отправился в экспедицию по маршруту Мукден-Гирин-Айгун-Благовещенск. От Благовещенска архимандрит на пароходе «Чита» добрался до Хабаровки, а затем по р. Уссури до озера Ханка. Некоторое время проживал в селе Никольское, где занимался археологическим изысканиями. В период экспедиции несколько раз посетил Владивосток и о. Русский. 5 мая 1871 на борту датского фрегата «Торденшёльд», сопровождавшего транспорт «Африка», занимавшийся прокладкой телеграфного кабеля между Владивостоком и Нагасаки, проследовал вдоль корейского побережья, прибыл в японский Нагасаки. 11 сентября 1871 вернулся в Пекин, проследовав по маршруту Шанхай-Тяньцзинь.
В 1873 общее собрание Русского географического общества присудило Кафарову золотую медаль. 8 апреля того же года архимандрит получил орден св. Анны 1-й степени. В 1875 Парижский конгресс географических знаний присудил Палладию медаль 2-го класса за заслуги перед географической наукой.
С осени 1871 занимался подготовкой китайско-русского словаря, который не успел окончить.
Страдавший радикулитом после возвращения из экспедиции 1870-71 гг, Палладий постепенно стал испытывать серьёзные проблемы с сердцем. Получив разрешение на годичный отпуск, по совету врачей 2 октября 1878 Кафаров покинул Пекин и отправился в Россию морем через Европу. Скончался 6 декабря в Марселе от разрыва сердца. 7 декабря отпет греческим духовенством Марселя. 2 февраля 1879 останки архимандрита перенесены в Ниццу на русское кладбище Кокад (Cimetière russe de Caucade).
Кафаров не оставил завещания, поэтому на деньги, имевшиеся при нём, решено было купить место на кладбище, гроб и мраморный памятник с надписью «Архимандрит Палладий Начальник Пекинской Духовной Миссии. Род. 16-го Сент. 1817 г. Сконч. в Марсели 6 (18) Дек. 1878 г. Тридцать три года трудился в Китае на пользу церкви, отечества и науки» (могила сохранилась).
После смерти архимандрита вышло несколько работ, принадлежащих его перу, в том числе китайско-русский словарь, оконченный П. С. Поповым при участии архимандрита Флавиана (Городецкого).
Академик В. М. Алексеев называл Кафарова «самым крупным синологом России и всего европейского мира XIX в…. первым учёным, применившем к синологии метод работы только по источникам, а не по стереотипичным информациям китайских энциклопедистов».
Среди прочих научных интересов Кафарова были: христианство в Китае, история Кореи, китайская живопись.
Большинство рукописей и черновиков Кафарова погибло во время восстания ихэтуаней летом 1900.

## Память
27 сентября 2019 г. в Чистополе на здании бывшего духового училища (построено после окончания его Кафаровым) открыли мемориальную доску, посвящённую архимандриту Палладию. Доска имеет подписи на русском и татарском языках: «Миссионер, дипломат, учёный, выдающийся китаевед, исследователь ислама в Китае, автор китайско-русского словаря. Основы грамоты он получил в Чистопольском духовном училище в 1832 г.».
29 сентября 2019 г. в библиотеке Старошешминска был установлен бюст архимандрита Палладия.

## Библиография

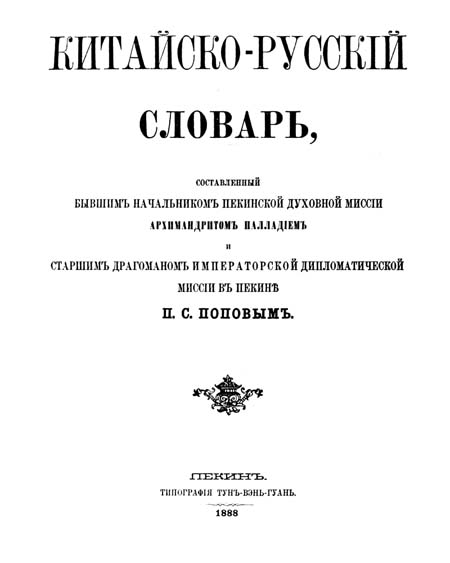